# 겨울행
《겨울행》은 1985년 2월 10일에 MBC TV에서 방영되었던 베스트셀러극장이다.

## 줄거리
무명가수이자 떠돌이 연주자인 청년(강남길)은 우연히 길에서 만난 여인(김해숙)에게 새 기타를 사기 위해 애써 모은 돈을 사기당하고 그녀의 일곱살 난 딸(김민희)까지 떠안게 된다. 청년은 그 딸을 데리고 돈과 여인을 찾아 길을 떠난다.
청년 일행은 동해안 선창가에 있다는 서울집에 여인이 있다는 소문을 듣고 여러 우여곡절 끝에 서울집을 찾지만 그녀는 이미 그곳에서도 사기를 친 뒤 어디론가 떠난 뒤였는데...

## 출연
- 강남길
- 김민희
- 김해숙
- 이미지
- 정진
- 김진태
- 지계순
- 김성찬
- 사상기
- 박경순
- 이숙
- 김순경
- 박병훈
- 김철화
- 홍은성
- 김영임
- 이병희
- 오세장
- 이원재
- 문창근
- 김흥수
- 이상미
- 신복숙
- 안명숙
- 김지원
- 이장훈
- 윤철형
- 최재호
- 천호진